# Stihotvorne zagonetke
Stihotvorne ili stihovne zagonetke jesu zagonetačke vrste pisane u stihu, često kao varijacije lirskih književnih vrsta poput soneta ili epigrama. Među poznatije takve vrste ubrajaju se premetaljka, prvoslovka, čitaljka, mijenjaljka, sklanjaljka, spajaljka, ispuštaljka, oduzimaljka i varijacije istih. Nerijetko su takve zagonetke humoristična i šaljiva obilježja, poput dosjetki u stihu. 